# Podismopsis insularis
Podismopsis insularis är en insektsart som beskrevs av Leo L. Mishchenko 1951. Podismopsis insularis ingår i släktet Podismopsis och familjen gräshoppor.

## Underarter
Arten delas in i följande underarter:
- P. i. insularis
- P. i. shantariensis